# The Good Cop / グッド・コップ
『THE GOOD COP / グッド・コップ』はアメリカ合衆国のミステリーコメディドラマ。Netflixオリジナルドラマ。2018年10月21日よりNetflixで配信。全10話。
イスラエルの同名ドラマを基にした作品である。

## スタッフ
- 製作：トニー・ダンザ
- 企画：アンディ・ブレックマン
- 監督：ランディー・ジスク他
- 脚本：アンディ・ブレックマン他
- 原作：エレズ・アビラム

## キャスト
トニー / アンソニー・カルーソ・シニア (Anthony "Tony" Caruso Sr.)
演 - トニー・ダンザ、日本語吹替 - 日向とめ吉
汚職警官として逮捕され、七年間収監されていた。TJの父親。
TJ / アンソニー・カルーソ・ジュニア (Anthony "TJ" Caruso Jr.)
演 - ジョシュ・グローバン、日本語吹替 -
NYPDの警部補。優秀で真面目。四角四面で規則を重んじる。トニーの息子。
コーラ・ヴァスケス (Cora Vasquez)
演 - モニカ・バルバロ、日本語吹替 - 足立由夏
NYPDの刑事で、TJの部下。元保護観察官。
バール・ルーミス (Burl Loomis)
演 - イザイア・ウィットロック・Jr (Isiah Whitlock Jr.)、日本語吹替 - 中村大志
NYPDの巡査部長で、TJの部下。走らない。
ライアン (Ryan Domki)
演 - ビル・コットカンプ (Bill Kottkamp)、日本語吹替 -
NYPDのテクニカル・クライム・アナリスト(technical crime analyst)で、TJの部下。ギーク。
ウェンデル・カーク (Wendell Kirk)
演 - ジョン・スカーティ (John Scurti)、日本語吹替 -
理髪師でトニー・シニアの友人。
ジョセフ・プリヴェット (Joseph Privett)
演 - フランク・ホエーリー (Frank Whaley)、日本語吹替 -
シャーマン・スモールズ (Sherman Smalls)
演 - ジョン・キャロル・リンチ (John Carroll Lynch)、日本語吹替 -
マクガイア刑務所でトニー・シニアと同房だった元ボクサー。
リッチー・ナイト (Richie Knight)
演 - ボブ・サゲット (Bob Saget)、日本語吹替 -
国民的人気俳優。
メイシー・クラーク (Joseph Privett)
演 - レベッカ・リッテンハウス (Rebecca Rittenhouse)、日本語吹替 -
スキー場の女性客。

## サブタイトル
- 1)"Who Framed the Good Cop?"

ワナを仕掛けたのは誰だ?
- 2)"What Is the Supermodel's Secret?"

スーパーモデルの秘密とは?
- 3)"Who Is the Ugly German Lady?"

謎のドイツ人、その正体は?
- 4)"Will the Good Cop Bowl 300?"

パーフェクトゲーム、なるか?
- 5)"Will Big Tony Roll Over?"

ビッグトニーは証言するのか?
- 6)"Did the TV Star Do It?"

殺人犯は、あの大スター?
- 7)"Who Killed the Guy on the Ski Lift?"

リフトで殺人、その真相は?
- 8)"Will Cora Get Married?"

コーラがまさかの電撃結婚?
- 9)"Why Kill a Busboy?"

皿洗いはなぜ殺された?
- 10)"Who Cut Mrs. Ackroyd in Half?"

老婦人を殺したのは誰だ?